# Jo sóc el senyor del castell
Jo sóc el senyor del castell (títol original: Je suis le seigneur du château) és una pel·lícula francesa dirigida per Regis Wargnier, estrenada l'any 1989. Adaptació de la novel·la homònima I’m the King of the Castle , 1970, de Susan Hill. Ha estat doblada al català.

## Argument
1954, Bretanya. Thomas Bréaud, un noi de 10 anys, presencia la mort de la seva mare.
Després de la mort de la seva dona, Jean Bréaud decideix contractar una governanta, Mme Vernet, per ocupar-se del seu fill Thomas. Mme Vernet, el marit del qual ha estat donat per desaparegut durant la guerra de Indoxina, té un fill, Charles, de la mateixa edat que Thomas. Al castell dels Bréaud, mentre que la trobada entre els pares és cortès, es desenvolupen a continuació relacions inquietants entre els dos nens: Thomas, un noi ros, fred i taciturn, busca espantar Charles, un noi ja molt sensible. Mentre que la tensió puja entra els dos nens, els seus pares s'acosten.
Malgrat els esforços de cadascun, i l'amor dels pares, Charles, traumatitzat per l'absència del seu pare mort a Indoxina, decideix anar-lo a buscar i, en una carrera desesperada que clou el film, se'n va cap al mar.

## Repartiment
- Jean Rochefort: Jean Bréaud
- Dominique Blanc: Madame Vernet
- Regis Arpin: Thomas Bréaud
- David Behar: Charles Vernet
- Pascale Le Goff: la que ha parit
- Frederic Renno: el metge

## Al voltant de la pel·lícula
El film ha estat rodat al castell de Beaumanoir, al departament de Costes-d'Armor, en el municipi del Leslay, així com a Gourin (56).
S'hi veuen també paisatges naturals de la regió de Huelgoat així com la ciutat de Morlaix (el viaducte i els carrerons al voltant de l'església Sant-Melaine). El film va ser rodat alguns mesos només després de la gran tempesta de 1987, de la qual els estralls són clarament visibles.

### Música
Extrets d'obres de Serguei Prokófiev: 
- Romeu i Julieta
- Cendrillon
- Simfonies números 2 i 7
- Alexandre Nevski
- Ivan el Terrible.